# جايسون فليتشير
جايسون فليتشير (بالإنجليزية: Jason Fletcher)‏ هو وكيل رياضي أمريكي، ولد في 22 مارس 1975 في سانت لويس في الولايات المتحدة.